# Sherri Turner
Sherri Turner, född 4 oktober 1956 i Greenville i South Carolina, är en amerikansk professionell golfspelare.
Turner började att spela golf då hon var fem år gammal. Hon tog examen vid Furman University och blev medlem på den amerikanska LPGA-touren 1984 där hon vann tre tävlingar inklusive majortävlingen LPGA Championship 1988. Samma år vann hon penningligan på touren. Året efter slutade hon på 10:e plats men efter det har hennes framgångar uteblivit och hon har bara slutat bland de 40 bästa i penningligan ytterligare två år. 1999 kom hon dock tvåa i US Womens Open.

## Meriter

### Majorsegrar
- 1988 LPGA Championship

### LPGA-segrar
- 1988 LPGA Corning Classic
- 1989 Orix Hawaiian Ladies Open.

### Utmärkelser
- 1997 William and Mousie Powell Award